# NGC 4551
إن جي سي 4551 (NGC 4551) هي مجرة بيضاوية الشكل تقع على بعد حوالي 70 مليون سنة ضوئية في كوكبة العذراء. وقد اكتشفت من قبل الفلكي ويليام هيرشل في 17 أبريل عام 1784. NGC 4551 ويبدو أنها تقع على مقربة من العدسية المجرة NGC 4550. بيد أن كل المجرات تظهر أي علامة على التفاعل ومختلفة الأحمر التحولات. كل المجرات هي أيضا أعضاء في برج العذراء العنقودية.